# Nova Kamena
Nova Kamena (bulgariska: Нова Камена) är ett distrikt i Bulgarien.   Det ligger i kommunen obsjtina Tervel och regionen Dobritj, i den nordöstra delen av landet, 300 km öster om huvudstaden Sofia.
Omgivningarna runt Nova Kamena är en mosaik av jordbruksmark och naturlig växtlighet. Runt Nova Kamena är det ganska glesbefolkat, med 36 invånare per kvadratkilometer.